# Tromsdalen

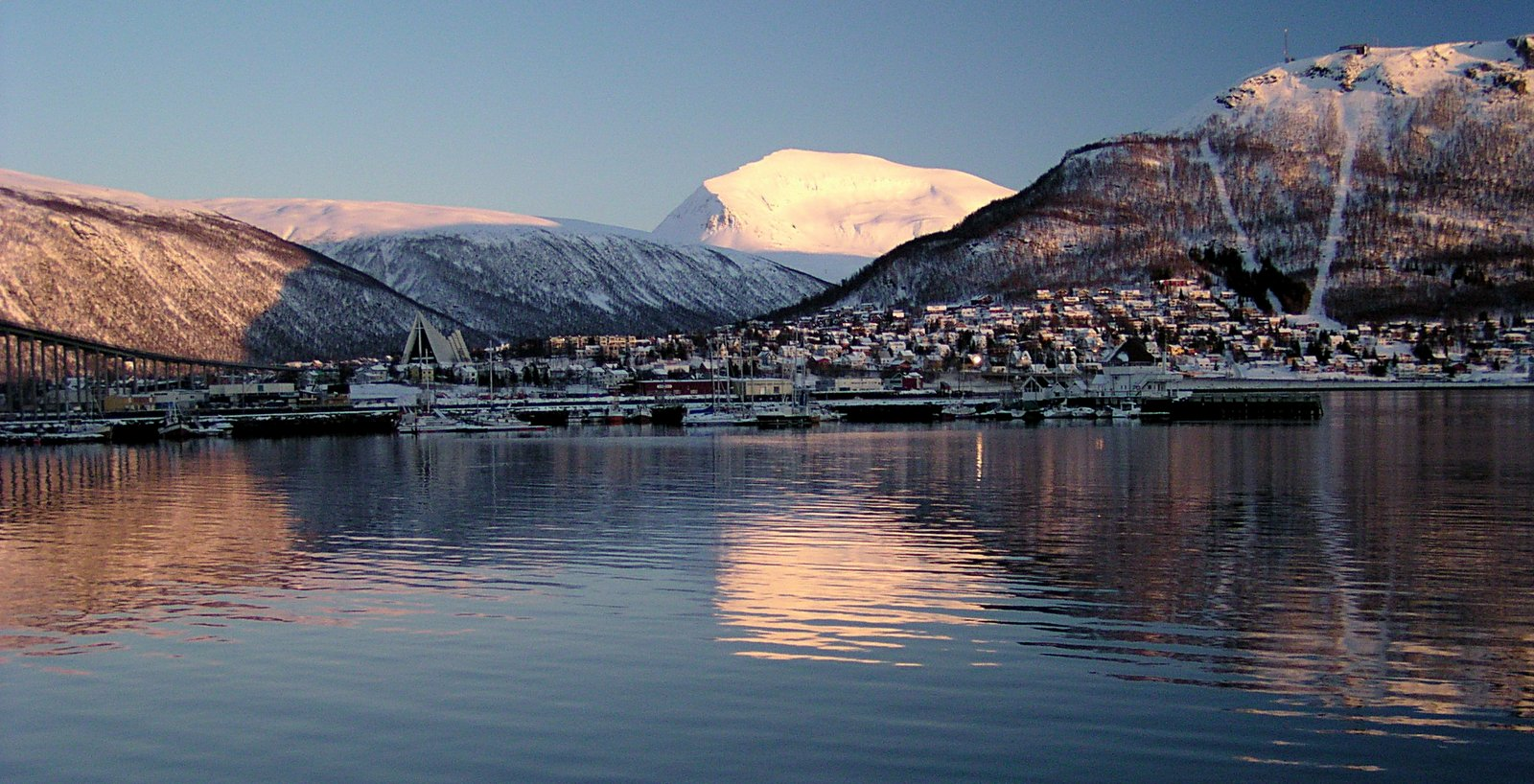
Marzo de 2006, Tromsdalen

Tromsdalen es un barrio y pequeño valle que pertenece a la ciudad Tromsø, en la provincia de Troms, norte de Noruega.

## Topónimo
Tromsdalen significa valle (dal, dalen) de Troms.

## Ubicación
Está ubicado en tierra firme en frente de la isla Tromsøya, donde se encuentra el centro de Tromsø, en la orilla oriental del Estrecho de Tromsøya (en noruego: Tromsøysundet).

## Tráfico rodado
Tromsdalen está conectado con la isla por el Puente de Tromsø (en noruego: Tromsøbrua), inaugurado en 1960, y el Túnel del Estrecho de Tromsøya (en noruego: Tromsøysundtunnelen), inaugurado en 1994.

## Enlaces
- Wikimedia Commons alberga una categoría multimedia sobre Tromsdalen.
- Sitio web del Consejo del Barrio Tromsdalen